# Лайм (Коннектикут)
Лайм (англ. Lyme) — місто (англ. town) в США, в окрузі Нью-Лондон штату Коннектикут. Населення — 2352 особи (2020).

## Демографія
Згідно з переписом 2010 року, у місті мешкало 2406 осіб у 1033 домогосподарствах у складі 714 родин. Було 1223 помешкання
Расовий склад населення:
| - 97,8 % — білих - 1,0 % — азіатів - 0,2 % — корінних американців - 0,1 % — чорних або афроамериканців |

До двох чи більше рас належало 0,6 %. Частка іспаномовних становила 1,7 % від усіх жителів.
За віковим діапазоном населення розподілялося таким чином: 18,2 % — особи молодші 18 років, 58,2 % — особи у віці 18—64 років, 23,6 % — особи у віці 65 років та старші. Медіана віку мешканця становила 51,6 року. На 100 осіб жіночої статі у місті припадало 99,2 чоловіків;  на 100 жінок у віці від 18 років та старших — 96,5 чоловіків також старших 18 років.
Середній дохід на одне домашнє господарство  становив 135 949 доларів США (медіана — 84 922), а середній дохід на одну сім'ю — 162 706 доларів (медіана — 95 469). Медіана доходів становила 68 281 долар для чоловіків та 57 813 долари для жінок. За межею бідності перебувало 2,2 % осіб, у тому числі 0,0 % дітей у віці до 18 років та 1,7 % осіб у віці 65 років та старших.
Цивільне працевлаштоване населення становило 1198 осіб. Основні галузі зайнятості: освіта, охорона здоров'я та соціальна допомога — 17,6 %, науковці, спеціалісти, менеджери — 14,3 %, фінанси, страхування та нерухомість — 12,5 %, виробництво — 11,9 %.